# آناهیتا زمانیان
آناهیتا زمانیان (زادهٔ ۱۹ فوریهٔ ۱۹۹۸) بازیکن فوتبال ایرانی-فرانسوی است که در پست هافبک برای باشگاه فوتبال زنان یوونتوس در سری آ بازی می‌کند.
وی در سال ۱۹۹۸ از پدری دو رگه ایرانی و مادری فرانسوی در لندن متولد شد و سپس هنگامی که ۴ سال داشت به همراه خانواده به سوئد مهاجرت کرد؛ وی که تابعیت فرانسه را نیز گرفته‌است در تیم‌های ملی فوتبال زیر ۱۶ سال، زیر ۱۷ سال و زیر ۲۰ سال فرانسه بازی بازی کرده‌است. زمانیان به پنج زبان انگلیسی، فرانسوی، فارسی، سوئدی و ایتالیایی مسلط است.